# Orlando, ma biographie politique
Orlando, ma biographie politique (bra: Orlando, Minha Biografia Política) é um documentário experimental de 2023 dirigido por Paul B. Preciado. Estreou no Festival de Berlim 2023. No Brasil, foi lançado pela Espaço Filmes nos cinemas em 4 de julho de 2024, antes do lançamento, foi exibido no Festival Varilux 2023.

## Sinopse
Preciado organiza um teste de elenco e reúne 25 pessoas trans e não binárias contemporâneas para interpretar Orlando.

## Elenco
- Oscar S Miller : Orlando
- Janis Sahraoui : Orlando
- Liz Christin : Orlando
- Elios Levy : Orlando
- Victor Marzouk : Orlando
- Paul B. Preciado : Orlando
- Kori Ceballos : Orlando
- Vanasay Khamphommala : Orlando
- Ruben Rizza : Orlando
- Julia Postollec : Orlando
- Amir Baylly : Orlando
- Naëlle Dariya : Orlando
- Jenny Bel’Air : Orlando
- Emma Avena : Orlando
- Lillie : Orlando
- Artur : Orlando
- Eleonore : Orlando
- La Bourette : Orlando
- Noam Iroual : Orlando
- Iris Crosnier : Orlando
- Clara Deshayes : Orlando
- Castiel Emery : Sasha

## Recepção
No consenso do agregador de críticas Rotten Tomatoes diz que é "um documentário lúdico com espírito poético (...) usa um romance seminal como estrutura para uma exploração da identidade pessoal." Na pontuação onde a equipe do site categoriza as opiniões da grande mídia e da mídia independente apenas como positivas ou negativas, o filme tem um índice de aprovação de 93% calculado com base em 28 comentários dos críticos. Por comparação, com as mesmas opiniões sendo calculadas usando uma média aritmética ponderada, a nota alcançada é 7,5/10.